# 자사사 연립 정권
자사사 연립 정권(일본어: 自社さ連立政権)은 1994년 6월부터 1998년 6월까지 일본에서 자유민주당, 일본사회당(사회민주당), 신당 사키가케 세 정당이 모여 구성한 연립 정권을 말한다. 사회당과 사키가케 사이에 먼저 사사 정권 구상이 이루어졌고 여기에 자민당이 참여하는 형태로 자사사 연립이 이루어졌다.
55년 체제에서 오랫동안 대립 관계였던 자민당과 사회당은 각각 원내 1당과 원내 2당이었기에 두 정당의 연립은 사실상의 대연정이었다. 

## 역사
1993년 제40회 일본 중의원 의원 총선거 결과 자민당은 과반수 획득에 실패했다. 이에 오자와 이치로는 일본신당의 호소카와 모리히로를 중심으로 총의석의 절반 이상을 차지하게 된 7개의 야당을 모아 연립 정권을 발족시키는데 성공했다. 하지만 오자와의 독단적인 정책 결정에 대해 이념적으로 차이가 심했던 사회당과 사키가케는 불만이 쌓여갔다. 그 결과로 1994년 4월 호소카와 내각이 붕괴하고 하타 내각이 수립되었지만 오자와·하타의 신생당과 불편한 관계였던 사회당은 연립에서 이탈했다. 사키가케도 각외협력으로 전환하여 하타 내각은 소수 정권으로 전락해버렸다.
한편 창당 이래 처음으로 야당 생활을 경험한 자민당은 여당으로의 복귀를 강력하게 바라고 있었다. 특히 다케시타 노보루, 노나카 히로무, 다케무라 마사요시 등은 사회당과 손을 잡는 방안까지 구상하고 있었다. 사회당이 연립에서 이탈한 직후부터 자민당은 가지야마 세이로쿠 전 간사장을 중심으로 이른바 참모본부를 구성해 사회당과의 연립을 꾀하기 시작했다. 여기에 참여한 사람들은 사토 고고, 노나카, 가메이 시즈카, 요사노 가오루, 시라카와 가쓰히코 등으로 이들은 '리버럴 정권을 만드는 모임'과 '헌법문제연구회'라는 두 그룹을 만들어 사회당과의 연립 정권을 준비하기 시작했다.
1994년 6월 23일 자민당이 하타 내각에 대한 불신임안을 제출하고 사키가케가 사회당의 무라야마 도미이치를 차기 총리로 제안했다. 총리 선출 당일인 29일 하타는 불신임안이 통과된 뒤 중의원 해산이 이루어질 것을 우려해 본회의가 열리기 한 시간 전에 사임했고 가이후 도시키를 차기 총리로 제안했다. 오자와와 호소카와는 자민당 출신인 가이후를 차기 총리 후보로 내세우면 자민당 내에서 이탈표가 나올 것이라 판단했다. 이는 쓰시마 유지 자민당 의원이 자민당 내에서 40표의 반발표가 있을 거라고 확신했기 때문이기도 했다. 하지만 투표를 진행한 결과 1차 투표에서 자민당 내 이탈표는 26표에 불과했고 2차 투표 때는 더 줄어든 19표에 그쳤다. 사회당 내에서도 자민당과의 연립에 반대하는 목소리가 있었지만 이탈표는 예상보다 훨씬 적었다. 투표 결과 6월 30일 하타 내각이 총사퇴하고 무라야마 내각이 발족했다.
총리 취임 직후 무라야마는 고노 요헤이 자민당 총재와 다케무라를 불러 전면적인 협력을 요청하며 외무상과 대장상 중 하나를 맡아줄 것을 권했다. 고노는 이 일을 미야자와 기이치에게 상담했는데 미야자와는 "외무상을 맡아야 한다. 일본은 미국과의 신뢰 관계 없이 나아갈 수 없다. 실체는 사회당 정권이 아니며 외교의 책임은 자민당 총재인 당신이 짊어져서 설명해야만 한다"고 답했다. 다케무라도 외무상을 희망했지만 최종적으로 무라야마는 다케무라에겐 내우(内憂)를 책임지는 대장상을 맡기고 외환(外患)을 책임지는 외무상은 고노에게 맡겼다. 훗날 고노의 얘기에 의하면 무라야마는 자민당 총재가 그렇게 말하면 그건 그거대로 좋겠지만 정말 자신이 총리를 맡아도 되는지 계속 물었고 고노는 자민당 총재인 자신이 부총리 겸 외무상을 맡는 것이 대외적으로 보이기에 가장 좋다고 답했다고 한다.
가메이는 "자사사 정권은 최대 야당이던 자민당이 연립에서 이탈한 사회당과 손을 잡는 울트라C를 생각한 결과였다. 자민당이 정권에 복귀하기 위해 사용할 수 있는 수단은 뭐든지 사용한다는 집념에서 생긴 것이었다. 따라서 이 정권은 무라야마 총리가 아니고서는 탄생할 수 없었다."라고 말했다.
세리가와 요이치는 "자민당은 우에서 좌로, 외견은 상관없이 정권을 되찾고자 했던 에피소드다"라고 자사사 연립 정권을 평했다.

## 정책 강령
- 현행 헌법을 존중하며 소선거구 비례대표 병립제 실시를 확실히 한다.
- 세제 개혁의 전제로서 행정 개혁을 단행하며 조건을 붙여 소비세를 인상한다.
- 자위대와 일미안보조약을 유지하고 PKO에 적극적으로 참여한다.
- 유엔 안전 보장 이사회 상임이사국 가입은 무리하지 말고 신중이 처리한다.

## 무라야마·하시모토 내각
- 2년 안에 새로운 수도의 후도지를 선정한다.
- 경상수지 흑자를 3년 내에 1%로 한다.
- 공적 자금을 투입하여 불량 채권을 정리하고 공적 기관의 토지 매입을 촉진하여 본격적인 경기 대책을 실시한다.
- 오키나와 주둔 미군 기지를 정리·통합·축소한다.
- HIV·AIDS 피해자 구제를 실시한다.

## 연립 정권의 의사결정 시스템
호소카와 내각과 하타 내각의 의사결정은 오자와와 이치카와 유이치가 중심이 된 소위 이치이치 라인이 주도하는 폐쇄적인 시스템이었다. 사회당은 이에 대한 반성으로 의사결정의 투명화를 주장하여 1994년 6월 최고의사결정기관인 '여당 책임자 회의'를 설치했다. 여당 책임자 회의는 모리 요시로 자민당 간사장, 구보 와타루 사회당 서기장, 하토야마 유키오 사키가케 대표간사와 여당 정책조정회의 멤버 중에서 자민당 3명, 사회당 3명, 사키가케 2명 등 총 11명으로 구성됐으며 특정 인물의 독주를 저지하는 시스템을 채택했다.
여당 책임자 회의에서 결정된 의사는 당정 수뇌 연락회의(총리, 외무상, 대장상, 통산상, 여당책임자 회의 멤버)의 의사 확인을 거쳐 내각에서 실행되었다. 또한 중요 사항에 대해서는 무라야마와 고노에 의한 당수 회담도 거쳤다.
세부 정책을 연립 내에서 조정하기 위해 여당 책임자 회의에 준하는 의사결정기관으로서 여당 원내총무회를 설치하고 그 산하에 여당 정책조정회의와 국회대책위원장회의를 두었다.

## 자사사 체제의 한계
사회당의 태도 전환은 전향으로 비칠 정도로 급진적인 것이었고 이는 기존 지지자들이 사회당 지지를 철회하도록 하는데 큰 영향을 미쳤다. 사회당은 1996년 1월 당명을 사회민주당으로 고쳤지만 이에 반발한 의원들은 탈당을 감행했다. 사키가케 역시 탈당 의원들이 속출했고 이들은 대체로 민주당으로 향했다.
이런 상황에서 1996년 10월 치러진 제41회 일본 중의원 의원 총선거 결과 자사사 체제는 한계를 맞이하기 시작했다. 자민당은 의석 수가 증가했지만 사회당과 사키가케의 의석 수는 궤멸적인 타격을 입었다. 결국 총선 후 구성된 제2차 하시모토 내각에서 사회당과 사키가케는 각외협력으로 전환해버렸다.
1997년에는 오키나와 특별조치법이나 장기이식법 등에서 연립 내에서 불일치 현상이 잦아졌다. 이 무렵 사키가케의 쇠퇴는 명백해졌고 사회당은 도이 다카코가 위원장이 되면서 교조주의화하기 시작했으며 이러한 두 각외협력 정당의 변화에 대해 자민당은 갈수록 경직되어 갔다. 이후 자민당은 신진당 내의 구 공명당 세력과의 제휴를 물밑에서 추진하기 시작했다. 1998년 6월 제18회 일본 참의원 의원 통상선거를 앞두고 자민당은 두 정당과의 각외협력을 모두 끝내버렸다.
자사사 정권을 성립시켰던 고노는 "총재로서는 야당으로 전락한 자민당을 정권에 복귀시키는 것이 최대의 사명이었다. 자사사 정권으로 그것을 실현할 수 있었다. 한편 그 결과로 사회당이라는 존재가 조금씩 작아져 갔다. 이게 진짜 좋은 일이었을지는 잘 모르겠다"고 술회했다.
가메이는 "자사사 정권은 노부시(野武士)같은 정치인들이 모여 반응이 좋았다. 지금 생각해봐도 대단히 윤리적이었고 밸런스가 잘 잡힌 훌륭한 정권이 될 수 있었던 것은 무라야마 씨라는 인격자를 톱으로 세웠기 때문이라고 생각한다"라고 회고했다.
무라야마 내각 대 자치대신과 국가공안위원장을 맡은 후카야 다카시는 "원유회 때의 일이다. 마지막 텐트에서 한 잔 마시고 있을 때 무라야마 씨라든가 노사카 고켄 전 건설대신이라든가 모두 함께 있었는데 무라야마 씨가 '후카야 씨를 적으로 돌리면 정말 무서울 거라 생각하고 있었는데 아군이 되니 이렇게 마음이 든든할 수가 없다'라고 말했다. 노사카 씨는 '당신은 나에게 몇 번이나 화를 내서 산적인 줄 알았다'고 웃으며 답했다. 정치인이란 건 재밌는 것이다. 금방 친해졌다. 자사사 3당이 되어 사회당을 설득하고 우리의 의사를 관철하면 해낼 수 있다라는 형태가 되었다. 그래서 의외로 저항감이 없었다. 이후 자민당 정권으로 바뀌어가는 것은 과정으로서 좋았던 건지"라고 회상했다.